# Esarcato bulgaro

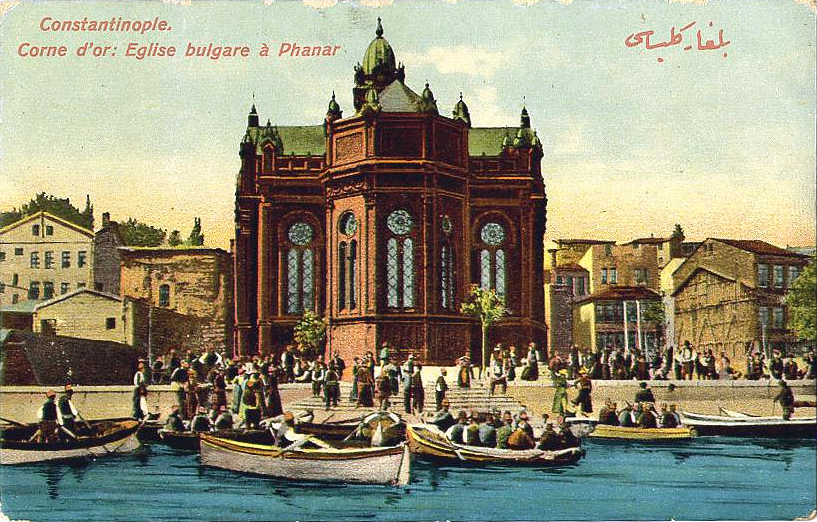
Una cartolina dei primi del XX secolo raffigurante la chiesa bulgara di Santo Stefano a Balat, Costantinopoli.

L'esarcato bulgaro (in bulgaro Българска екзархия?, Bǎlgarska ekzarhiya, in turco Bulgar Eksarhlığı) era il nome ufficiale della Chiesa ortodossa bulgara prima del riconoscimento della sua autocefalia dalla Sede ecumenica nel 1945 e della restaurazione del Patriarcato bulgaro nel 1953.
L'Esarcato (di fatto autocefalo) fu unilateralmente promulgato il 23 maggio 1872 (senza la benedizione del Patriarca Ecumenico) nella chiesa bulgara di Costantinopoli in esecuzione del firmano del 12 marzo 1870 del sultano Abdul Aziz dell'Impero ottomano.
La fondazione dell'Esarcato fu il risultato diretto della lotta degli ortodossi bulgari contro il dominio del Patriarcato greco di Costantinopoli negli anni 1850 e 1860. Nel 1872, il Patriarcato accusò l'Esarcato di aver introdotto caratteristiche etnonazionali nell'organizzazione religiosa della Chiesa ortodossa, e la secessione dal Patriarcato fu ufficialmente condannata dal Concilio di Costantinopoli nel settembre 1872 come scismatica. Tuttavia, i leader religiosi bulgari continuarono ad estendere i confini dell'Esarcato nell'Impero ottomano conducendo plebisciti nelle aree contestate da entrambe le Chiese.
In questo modo, nella lotta per il riconoscimento di una Chiesa separata, fu creata la moderna nazione bulgara sotto il nome di millet bulgaro.

## Risveglio nazionale
Nel 1762, San Paisius di Hilendar (1722-1773), un monaco della città bulgara sud-occidentale di Bansko, scrisse Istoriya Slavyanobolgarskaya ("Storia degli slavi-bulgari"), una breve opera storica che fu anche il primo ardente richiamo per un risveglio nazionale. In Storia degli slavi-bulgari, Paisius esortava i suoi compatrioti a liberarsi dalla sottomissione alla lingua e alla cultura greca. L'esempio di Paisius fu seguito da altri, tra cui San Sofronij di Vratsa (1739-1813), l'abate Spiridon di Gabrovo (morto nel 1815), l'abate Yoakim Karchovski (morto nel 1820) e l'abate Kiril Peychinovich (morto nel 1845).
Nella lotta per l'autonomia della chiesa il risultato dell'opera di Paisius e dei suoi seguaci iniziò presto a dare i suoi frutti. Il malcontento per la supremazia del clero greco iniziò a divampare in diverse diocesi bulgare già nel 1820.
Tuttavia, non fu fino al 1850 che i bulgari iniziarono una lotta decisa in un certo numero di vescovati contro i chierici greci chiedendo la loro sostituzione con quelli bulgari, nonché altri cambiamenti come l'uso del bulgaro nella liturgia e gli stipendi fissi per i vescovi. A quel tempo, la maggior parte dei leader religiosi bulgari si era resa conto che qualsiasi ulteriore lotta per i diritti dei bulgari nell'Impero ottomano non avrebbe potuto avere successo a meno che non fossero riusciti a ottenere almeno un certo grado di autonomia dal Patriarcato di Costantinopoli.
Poiché gli ottomani identificavano la nazionalità (etnia) con la confessione e la maggior parte dei bulgari etnici erano cristiani ortodossi, furono automaticamente inclusi nel Rūm millet, una comunità governata immediatamente dal Patriarca ecumenico nella sua qualità di millet-bashi e dominata dai greci del Fenar (Fanarioti). Pertanto, se i bulgari volevano avere scuole bulgare e la liturgia in bulgaro, necessitavano di un'organizzazione ecclesiastica autonoma.
La lotta tra i bulgari, guidati da Neofit Bozveli e Ilarion Stoyanov, e i fanarioti si intensificò per tutto il 1860. Poiché i chierici greci furono estromessi dalla maggior parte dei vescovati bulgari alla fine del decennio, l'intera Bulgaria settentrionale, così come le parti settentrionali della Tracia e della Macedonia, si erano, a tutti gli effetti, separate dal Patriarcato.

## Istituzione dell'Esarcato bulgaro

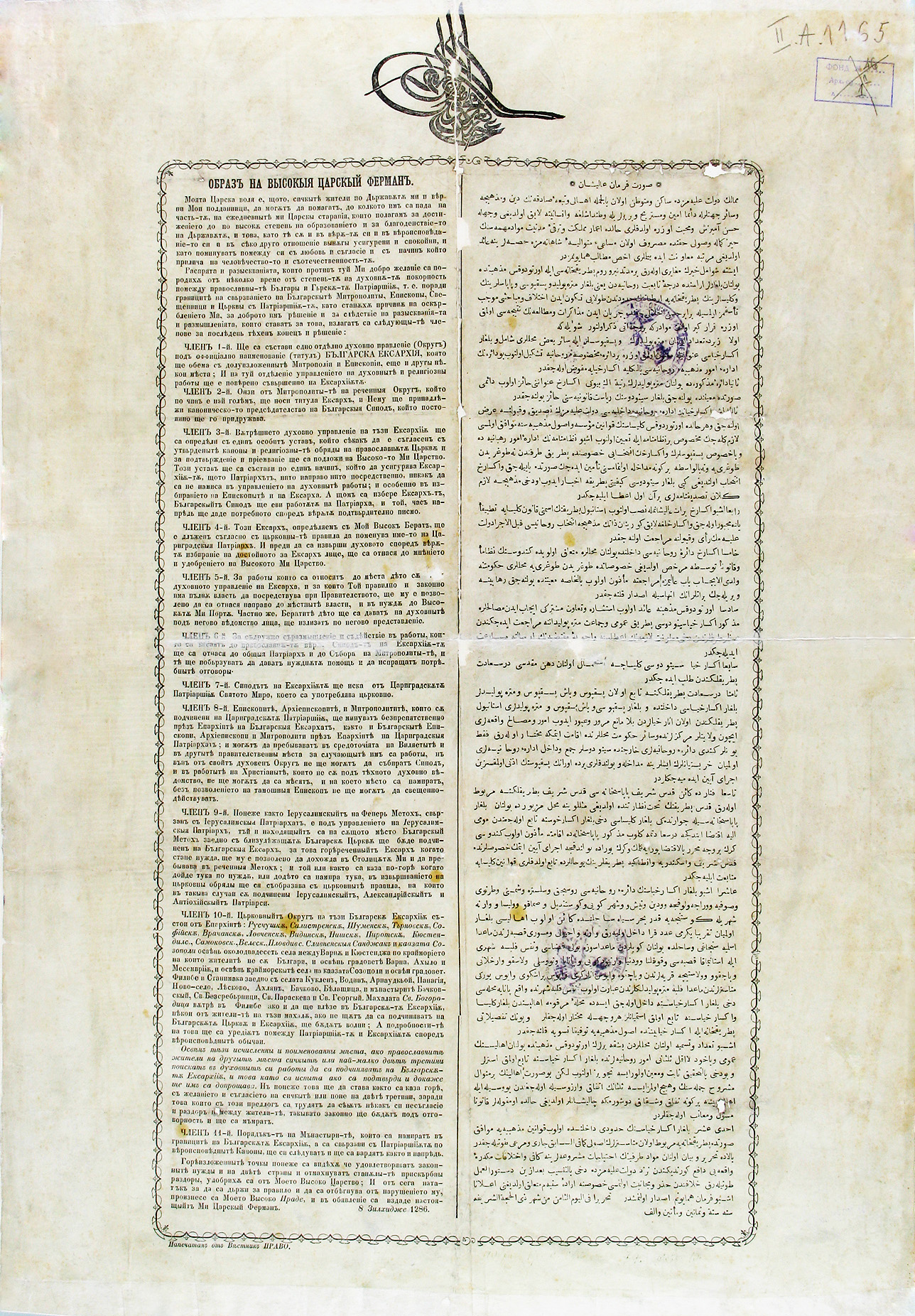
Firmano del Sultano Abdülaziz per l'istituzione dell'Esarcato Bulgaro.

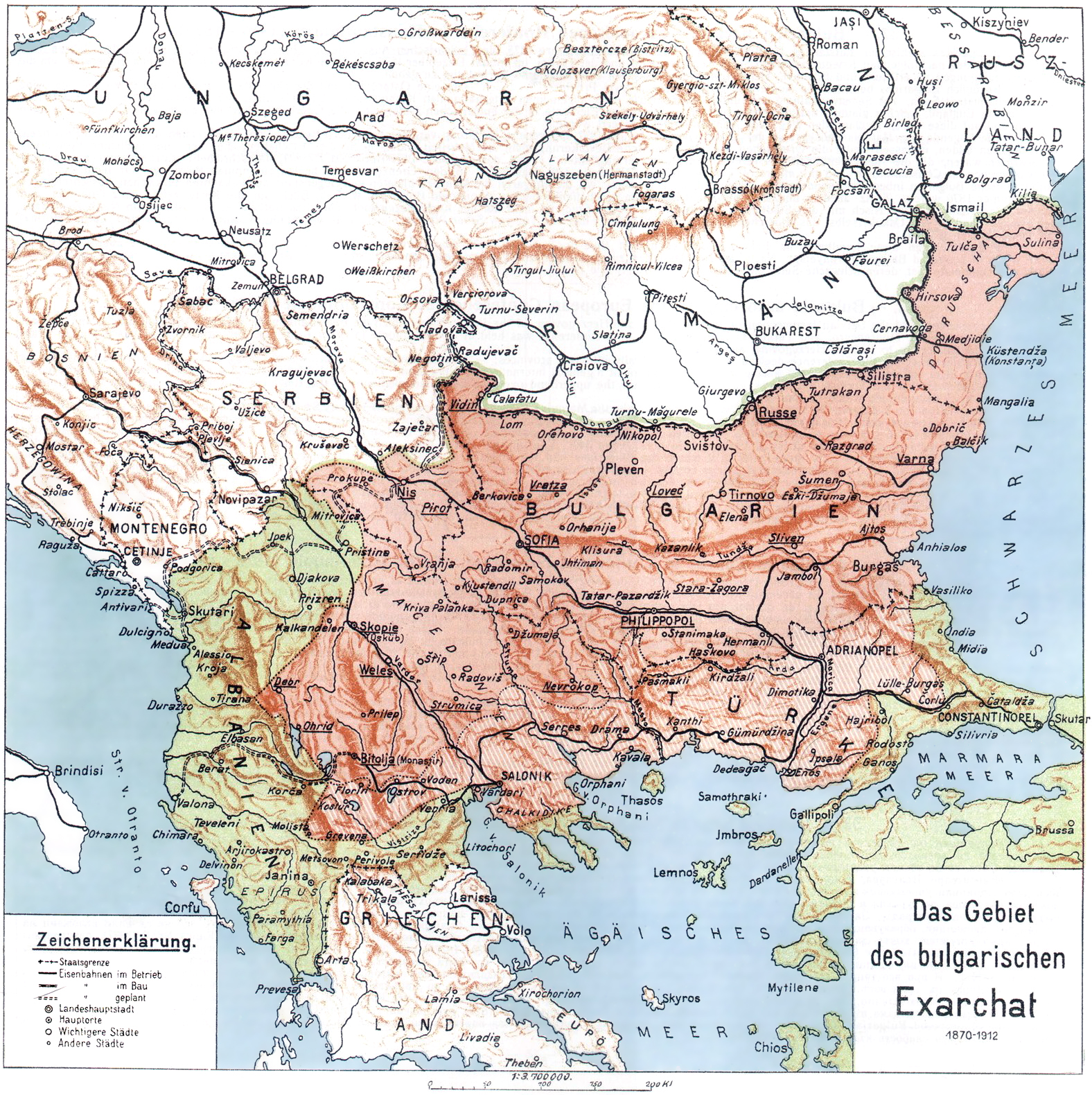
Mappa dell'Esarcato bulgaro (1870-1913).

Nel cercare di sedare i disordini, il governo ottomano del sultano Abdül Aziz concesse il diritto di istituire un esarcato bulgaro autonomo per le diocesi della Bulgaria e per quelle in cui almeno i due terzi dei cristiani ortodossi fossero disposti ad aderirvi, mediante l'emissione del firmano del Sultano promulgato il 12 marzo 1870. Il firmano prevedeva un'ampia autonomia dell'Esarcato, ma lo avrebbe lasciato sotto la suprema autorità canonica della Sede Ecumenica, ovvero non una piena autocefalia.
I confini dell'Esarcato continuarono ad estendersi sull'attuale Bulgaria settentrionale (Mesia), gran parte della Tracia e sulla Macedonia nord-orientale. Dopo che la popolazione cristiana dei vescovati di Skopje e Ohrid votò nel 1874 in modo schiacciante a favore dell'adesione all'Esarcato (Skopje del 91%, Ohrid del 97%), l'Esarcato bulgaro prese il controllo dell'intera Macedonia (Vardar e Macedonia di Pirin). L'Esarcato era rappresentato anche in tutta la Macedonia greca e nel Vilayet di Adrianopoli dai vicari. I confini dell'Esarcato includevano quindi tutti i distretti bulgari dell'Impero ottomano.

## Scisma bulgaro

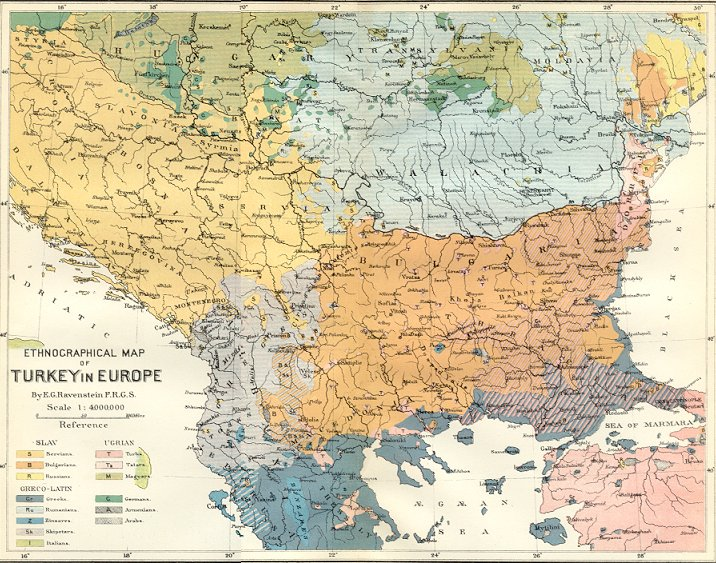
Composizione etnica dei Balcani centrali nel 1870.

Il primo esarca bulgaro fu Antim I (dopo Ilarione di Lovech che dovette dimettersi prima di essere confermato dal governo) che fu eletto dal Santo Sinodo dell'Esarcato il 28 febbraio 1872.
Il 23 marzo 1872, nella chiesa bulgara di Santo Stefano a Costantinopoli, che era stata chiusa dall'ordine del Patriarca ecumenico, Antim I, insieme ad altri vescovi bulgari che erano allora esclusi da tutti i ministeri sacerdotali, celebrò una liturgia, dopo di che dichiarò l'autocefalia della Chiesa bulgara.
Il Sinodo patriarcale reagì destituendo Antim I e scomunicando altre figure, tra cui Ilarion Stoyanov.
La decisione sulla dichiarazione unilaterale di autocefalia da parte della Chiesa bulgara non fu accettata dal Patriarcato di Costantinopoli.
Il successivo Concilio di Costantinopoli, presieduto dal Patriarca Ecumenico Antimo VI, nel settembre 1872, al quale parteciparono anche i Patriarchi di Alessandria, Antiochia e Gerusalemme (quest'ultimo rifiutò di firmare le decisioni del Concilio), dichiararono come scismatico il 18 settembre (30 settembre) l'Esarcato Bulgaro e dichiarò scomunicati i suoi aderenti. Questi ultimi furono accusati di aver "ceduto l'Ortodossia al nazionalismo etnico", che era stato qualificato come eresia - "etnofiletismo" (εθνοφυλετισμός). Inoltre il 21 gennaio 1872, su richiesta del Patriarca e sotto l'influenza del conte Nikolai Ignatiev, allora influente ambasciatore russo a Costantinopoli, il governo ottomano inviò in esilio a Izmir, in Anatolia, tre impiegati bulgari Ilarion di Makariopolis, Panaret di Plovdiv e Ilarione di Lovech. Le energiche proteste della comunità bulgara a Istanbul, ribaltarono la decisione poco dopo.
Il Santissimo Sinodo russo rivendicò la neutralità, ma il governo russo, rappresentato dal conte Nikolai Ignatiev, mediò attivamente nella disputa greco-bulgara. L'unità della Chiesa ortodossa fu determinante per gli interessi politici russi nel mondo ortodosso. I tentativi però di accontentare il Patriarcato greco riducendo i territori dell'Esarcato Bulgaro (in particolare Vardar, Pirin e Macedonia greca), si rivelarono vani e contro gli interessi bulgari.

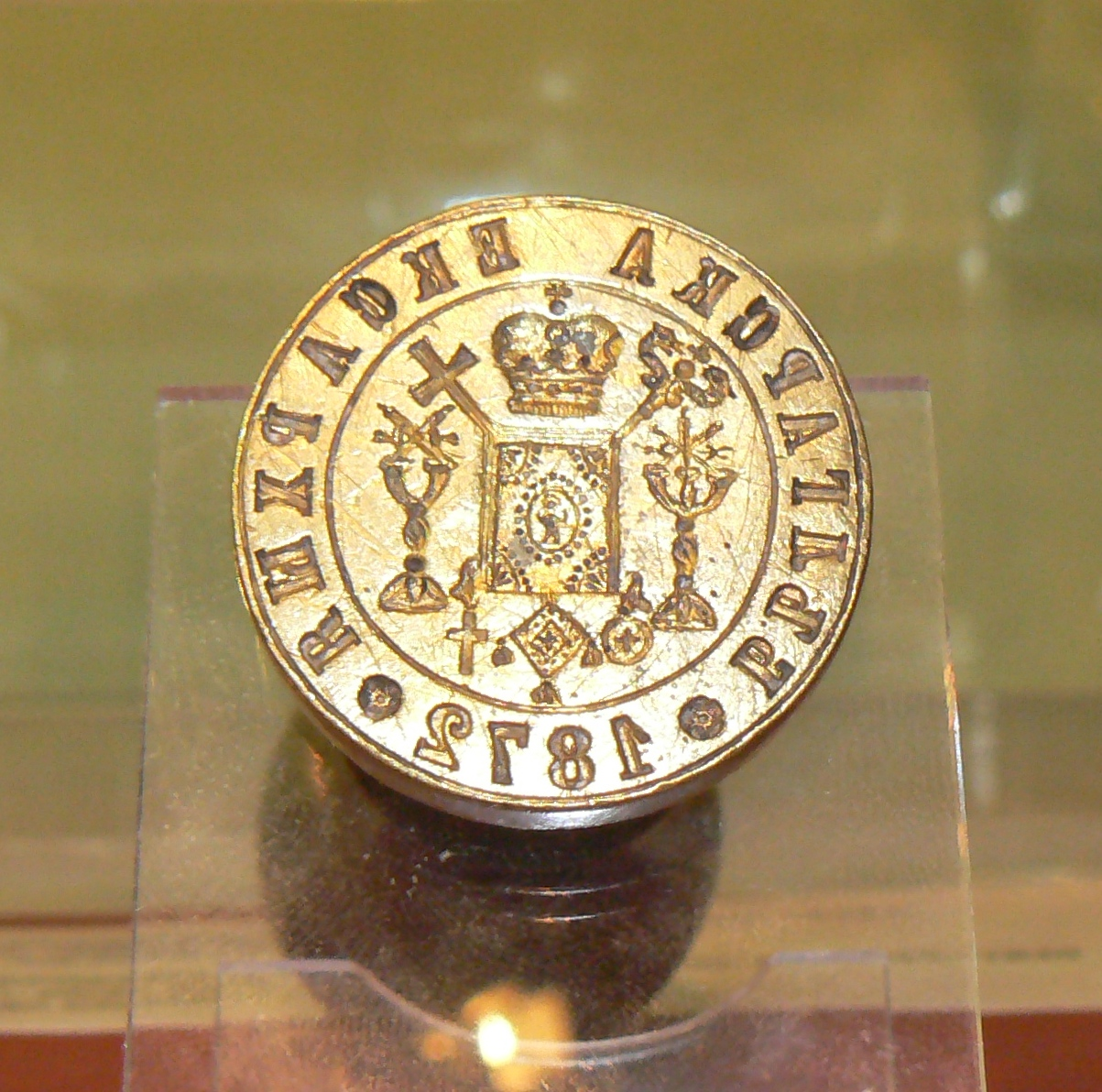
Sigillo dell'esarcato bulgaro, 1872

L'esarca Antim I fu congedato dal governo ottomano subito dopo lo scoppio della guerra russo-turca (1877-1878) il 24 aprile 1877, e fu mandato in esilio ad Ankara. Sotto la guida del suo successore, Giuseppe I, l'Esarcato riuscì a sviluppare e a estendere notevolmente la sua rete ecclesiale e scolastica nel Principato bulgaro, nella Rumelia orientale, in Macedonia e nel Vilayet di Adrianopoli. Nel 1879, la Costituzione di Tarnovo stabilì formalmente la Chiesa ortodossa bulgara come religione nazionale della nazione. Alla vigilia delle guerre balcaniche nel 1912, solo nei vilayet macedoni ottomani e nel vilayet di Adrianopoli, l'Esarcato bulgaro aveva sette diocesi con prelati e altre otto con presidenti in carica e 38 vicariati, 1.218 parrocchie e 1.310 parroci, 1331 chiese, 73 monasteri e 234 cappelle, oltre a 1.373 scuole con 2.266 insegnanti e 78.854 alunni. Quasi tutti i maestri erano nati in Macedonia e nella Tracia di Adrianopoli.
L'effetto immediato della spartizione dell'Impero ottomano durante le guerre balcaniche fu la campagna antibulgara nelle aree sotto il dominio serbo e greco. I serbi espulsero uomini di chiesa e insegnanti esarchisti e chiusero scuole e chiese bulgare (influendo sulla posizione di ben 641 scuole e 761 chiese). Migliaia di profughi bulgari partirono per la Bulgaria, unendosi a un flusso ancora più grande dalla devastata Macedonia egea, dove i greci incendiarono Kukush, il centro della politica e della cultura bulgara. La lingua bulgara (compresi i dialetti macedoni) era proibita e il suo uso surrettizio, ogni volta che veniva scoperto, veniva ridicolizzato o punito. Gli ottomani riuscirono a mantenere la regione di Adrianopoli, dove l'intera popolazione tracia bulgara fu sottoposta alla totale pulizia etnica dall'esercito dei Giovani Turchi.

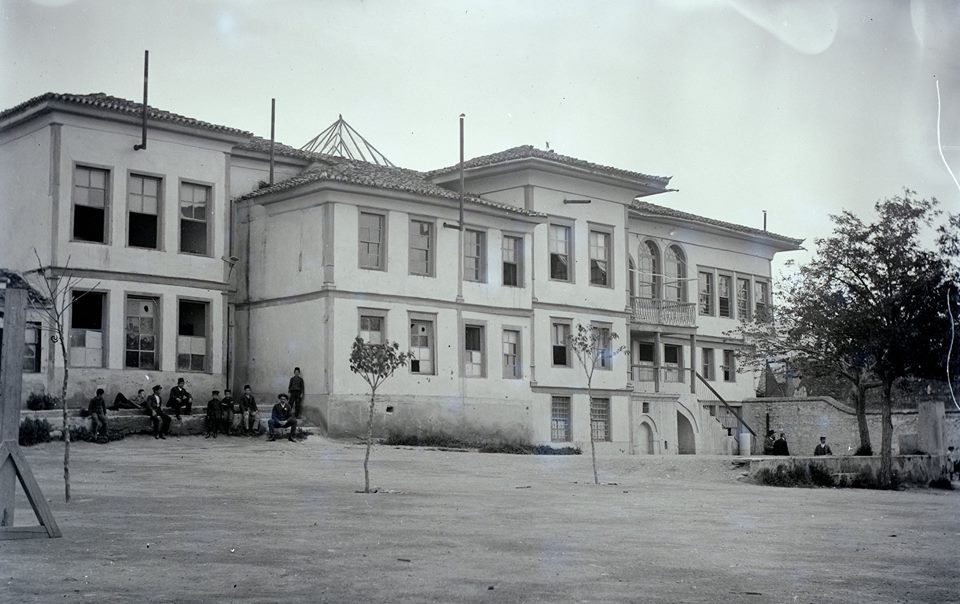
Liceo maschile bulgaro di Salonicco all'inizio del XX secolo

Dopo la prima guerra mondiale, in virtù dei trattati di pace, l'Esarcato bulgaro fu privato delle sue diocesi in Macedonia e nella Tracia egea. L'esarca Giuseppe I trasferì i suoi uffici da Costantinopoli a Sofia già nel 1913. Dopo la morte di Giuseppe I nel 1915, la Chiesa ortodossa bulgara non fu in grado di eleggere il suo capo regolare per un totale di tre decenni. Dal 1915 la Chiesa venne governata dal Santo Sinodo che ebbe giurisdizione dopo il 1918 solo sulle eparchie nel Regno di Bulgaria.
Le condizioni per la restaurazione del Patriarcato bulgaro e per l'elezione del capo della Chiesa bulgara furono create dopo la seconda guerra mondiale. Nel 1945 lo scisma fu revocato e il Patriarca di Costantinopoli riconobbe l'autocefalia della Chiesa bulgara. Nel 1950, il Santo Sinodo adottò un nuovo Statuto che aprì la strada alla restaurazione del Patriarcato e nel 1953 elesse il metropolita di Plovdiv, Cirillo, Patriarca bulgaro.

## Territorio dell'Esarcato bulgaro

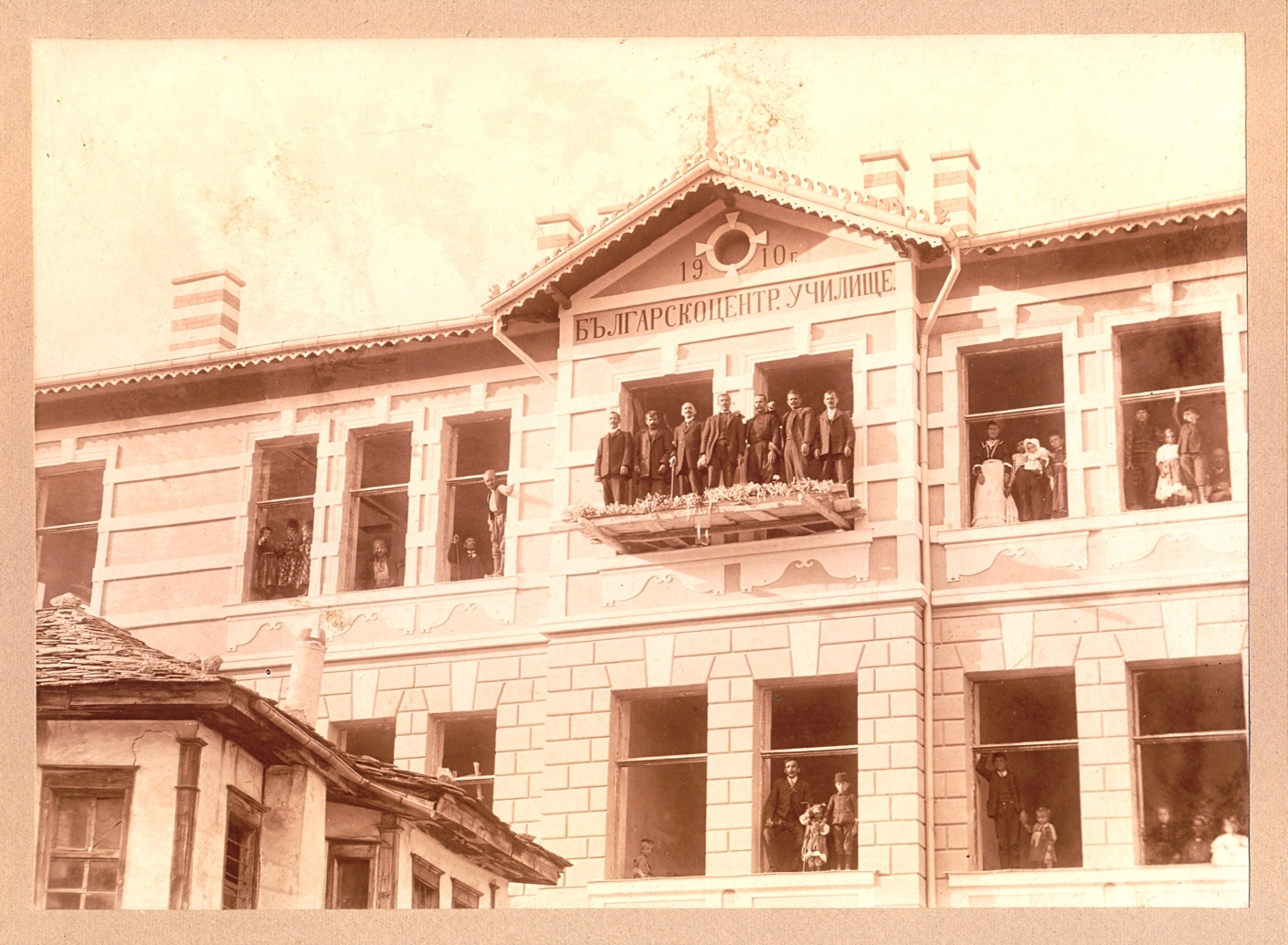
Scuola bulgara a Kruševo (1910)

Fino alle guerre balcaniche del 1912-1913, l'Esarcato Bulgaro disponeva di un totale di 23 vescovati in Bulgaria, la maggior parte dell'area popolata dai torlacchi (nel 1878 in parte ceduta dall'Impero ottomano alla Serbia) e la regione della Macedonia: Vidin, Vratsa, Nish (fino al 1878), Lovech, Veliko Tarnovo, Rousse, Silistra, Varna, Preslav, Sliven, Stara Zagora, Pirot (fino al 1878), Plovdiv, Sofia, Samokov, Kyustendil, Skopje, Debar, Bitola, Ohrid, Veles, Strumitsa e Nevrokop; inoltre era rappresentato da presidenti in carica in altri otto vescovati della regione della Macedonia e del Vilayet di Adrianopoli (Lerin, Edessa, Kostur, Solun, Kukush, Syar, Odrin e Carevo).